# Nationwide Arena
Nationwide Arena – hala widowiskowo-sportowa, która znajduje się w Columbus w Stanach Zjednoczonych.

## Użytkownicy
- Columbus Blue Jackets (NHL)
- Columbus Destroyers (AFL)
- Ohio Junior Blue Jackets (USHL)

Drużyny wcześniej rozgrywające mecze w hali
- Columbus Landsharks (NLL)

## Informacje
- adres: 200 W. Nationwide Boulevard Columbus, OH 43215
- rok otwarcia: 2000
- koszt budowy: 175 mln USD
- architekt: Heinlein Schrock Stearns
- pojemność:
  - koncert: 20 000 miejsc
  - koszykówka: 19 500 miejsc
  - hokej: 18 136 miejsc
  - football: 17 171 miejsc

## Wydarzenia
Hala Nationwide Arena jest największą krytą salą koncertową w Columbus, dzięki czemu odbywają się w niej ważniejsze koncerty muzyki rozrywkowej w stanie Ohio. 1 listopada 2001 roku zagrała tu Britney Spears, 11 kwietnia 2007 w hali zaśpiewała Christina Aguilera i zespół The Pussycat Dolls; 18 lipca 2007 – Tim McGraw i Faith Hill (country). 22 września 2007 zagrała rockowa grupa Genesis.

### Śmiertelny wypadek
16 marca 2002 podczas meczu hokeja 13-letnia Brittanie Cecil obecna na widowni została trafiona w głowę rykoszetującym krążkiem podczas meczu hokejowego National Hockey League pomiędzy Columbus Blue Jackets i Calgary Flames, co spowodowało jej zgon dwa dni później. Niefortunnym strzelcem był Norweg Espen Knudsen. W wyniku pierwszej w historii NHL tragedii tego rodzaju, hale hokeja zawodowego w Ameryce Północnej (w ligach NHL, AHL i ECHL) zostały wyposażone w wysokie sieci chroniące publiczność, zamontowane na obu końcach lodowisk, powyżej tradycyjnie stosowanego szkła ochronnego.

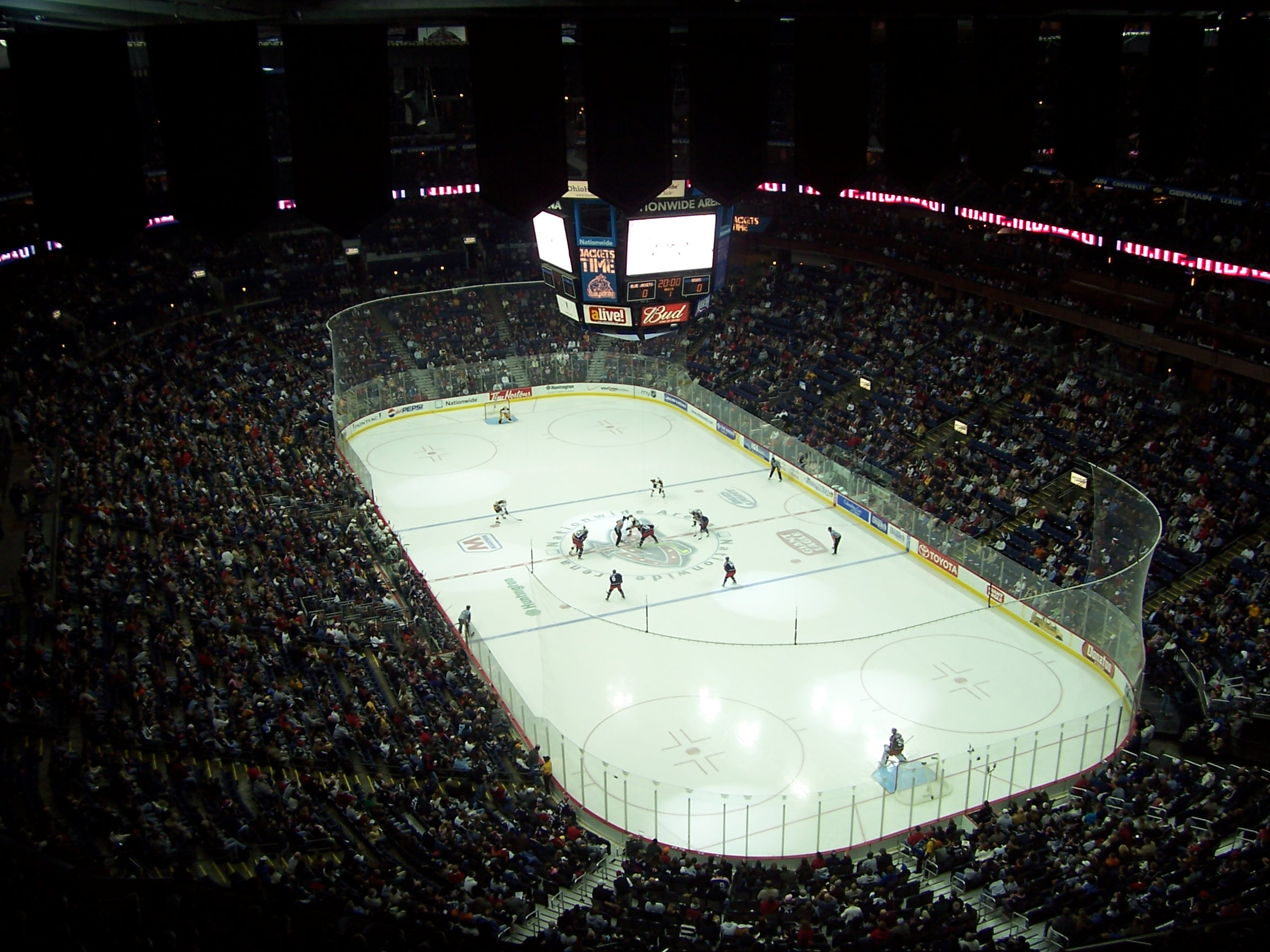
Mecz hokejowy Columbus Blue Jackets i Boston Bruins przy pełnej frekwencji (2006; widoczne wysokie sieci ochronne)